# 何東道

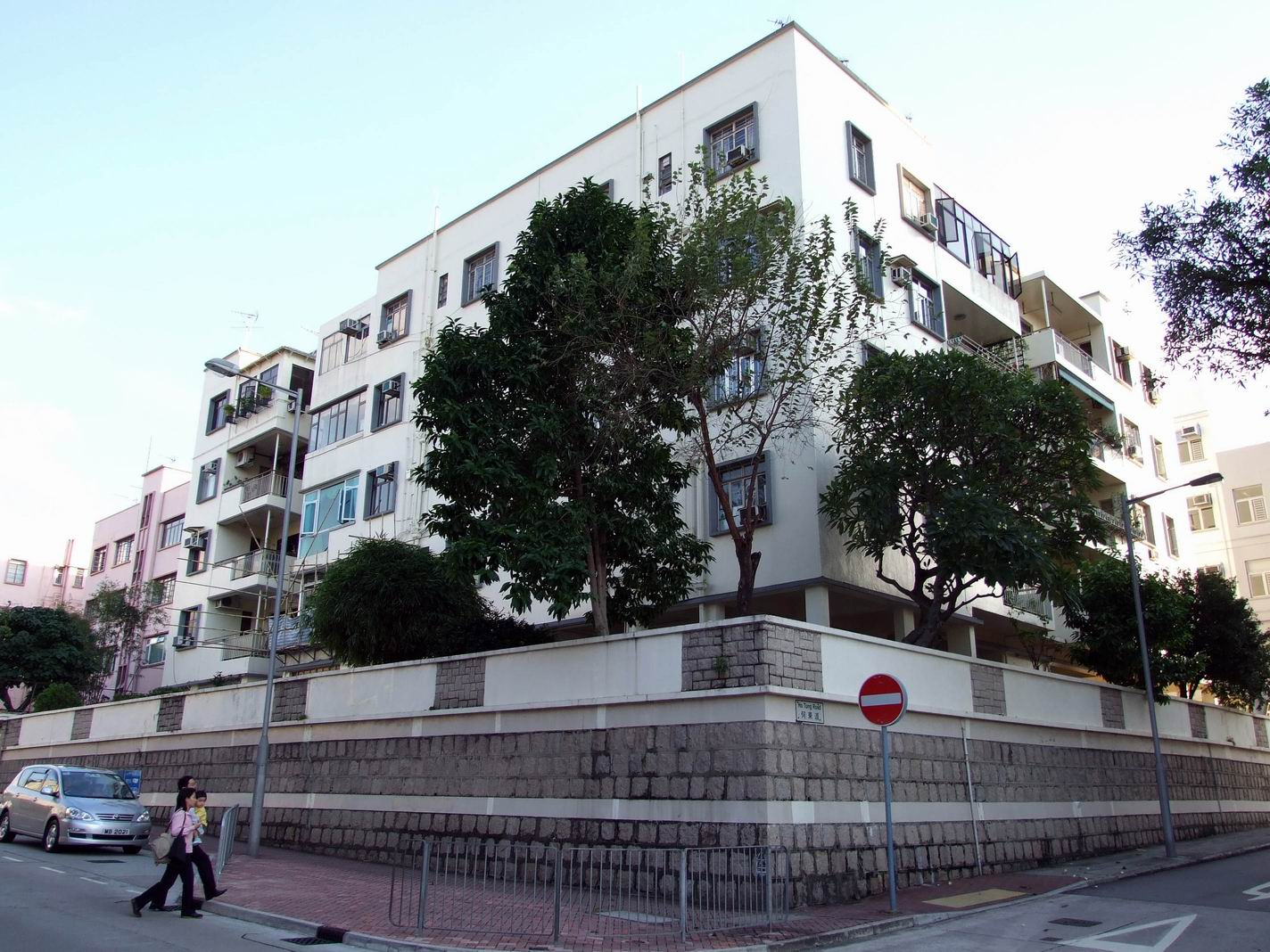
何東道（右）與蘭開夏道（左）交界

何東道（英語：Ho Tung Road）是香港九龍九龍仔南部一條街道，南接界限街，北接牛津道，以昔日香港首富何東爵士命名。
在發展洋房式住宅區初期，1925年工程遇上省港大罷工及發展商病逝而面對清盤危機，部分業主及股東請求何東協助，何東先組織成「九龍塘花園會所」，然後繼續未完的工程，別墅於1929年相繼落成。由於感謝何東協助的功勞，將區內原本全以英國郡為名的街道選取一條命名「何東道」。

## 著名地點
- 瑪利諾修院學校